# مرس (إب)
مرس هي إحدى قرى الجمهورية اليمنية. تتبع جغرافيا لمحافظة إب وإداريًا لمديرية يريم. يبلغ تعداد سكانها 3061 نسمة حسب الإحصاء الذي أجري عام 2004.